# هي لونغ
هي لونغ (بالصينية: 贺龙)‏ هو سياسي صيني، ولد في 22 مارس 1896 في الصين، وتوفي في 8 يونيو 1969 في بكين في الصين. حزبياً، نشط في الحزب الشيوعي الصيني. وقد انتخب نائب رئيس مجلس الدولة في جمهورية الصين الشعبية.

## روابط خارجية
- هي لونغ على موقع مونزينجر (الألمانية)